# Demografia de Vanuatu
A maioria dos habitantes de Vanuatu (95%) são nativos melanésios, ou nem-Vanuatu, o resto da população é de origem européia, asiática e de outras ilhas do Pacífico. Existem três idiomas oficiais: inglês, francês e bislamá (uma língua crioula que evoluiu do inglês). Ademais, ao redor de cem línguas locais são falados nas ilhas.
O cristianismo é a religião predominante em Vanuatu, que está dividido em várias denominações. A Igreja Presbiteriana, é o maior deles, que abarca um terço da população.
População:
202.609 (Julho 2004 est.)
Estrutura etária:

0-14 anos:
37% (homens 35.934; mulheres 34.404)

15-64 anos:
60% (homens 58.155; mulheres 55.156)

65 anos e mais:
3% (homens 3.228; mulheres 2.741) (2000 est.)
Taxa de crescimento populacional:
1,74% (2000 est.)
Taxa de natalidade:
25,93 nascimentos/1.000 habitantes (2000 est.)
Taxa de mortalidade:
8,52 mortes/1.000 habitantes (2000 est.)
Taxa de migração:
0 migrantes/1.000 habitantes (2000 est.)
Distribuição por sexo:

ao nascer:
1,05 homens/mulheres

menores de 15 anos:
1,04 homens/mulheres

15-64 anos:
1,05 homens/mulheres

65 anos e mais:
1,18 homens/mulheres

total da população:
1,05 homens/mulheres (2000 est.)
Estrutura etária:

0-14 anos:
37% (homens 35.934; mulheres 34.404)

15-64 anos:
Taxa de mortalidade infantil:
62,52 mortes/1.000 nascimentos vivos (2000 est.)
Expectativa de vida ao nascer:

total da população:
60,57 anos

homens:
59,23 anos

mulheres:
61,98 anos (2000 est.)
Taxa de fertilidade:
3,29 meninos nascidos/mulher (2000 est.)
Grupos étnicos:
Nativos melanésios 94%, Franceses 4%, Vietnãmitas, Chineses, ilhéus do Pacífico
Religiões: presbiterianos 36,7%, anglicanos 15%, católicos 15%, crenças indígenas 7,6%, adventistas do sétimo dia 6,2%, igreja de Cristo 3,8%, outros 15,7%
Idiomas: Inglês (oficial), Francês (oficial), pidgin (conhecido como Bislama ou Bichelama)